# کنیزان سبا
کنیزان سبا (ایتالیایی: Le verdi bandiere di Allah، ت. «پرچم سبز الله») فیلمی در سبک ماجراجویی به کارگردانی جاکومو جنتیلومو و گوئیدو زورلی محصول سال ۱۹۶۳ است. کنیزان سبا در ایتالیا در ۲۴ مه ۱۹۶۳ منتشر شد.

## کتابشناسی
- Kinnard, Roy; Crnkovich, Tony (2017). Italian Sword and Sandal Films, 1908-1990. McFarland. ISBN 978-1476662916.